# アムステルダム (小説)
『アムステルダム』(原題:Amsterdam)はイギリスの作家イアン・マキューアンによる1998年の長編小説で、同年のブッカー賞受賞作品でもある。もしものときはお互いを安楽死させることを約束した親友同士が、やがて憎しみあい破滅に至るまでを描く。

## プロット
この小説は女性アーティストであったモリー・レーンの葬儀の場面から始まる。そこに招かれて顔をあわせた作曲家のクライヴ・リンリー、全国紙の編集長ヴァーノン・ハリディ、外務大臣ジュリアン・ガーモニーの3人には、いくつか共通点があった。つまり自己評価が高く、かつてモリーとは愛人関係にあり、モリーの夫であるジョージ・レインを好奇と嘲りの目で見ていた。
クライヴとヴァーノンはモリーの死に思いをめぐらせる。彼女は脳に疾患を抱えてから〔明示はされない〕あっという間に痴呆状態に陥り、無力と狂気のうちに亡くなったように思われた。親友である2人はもし一方がそういう状況になった時には、アムステルダムに連れて行って安楽死させることをー温度差はあれどー約束しあう。
クライヴは自宅に戻って、二千年紀のために国から委託された交響曲の仕事を再開する。作品はほぼ完成していて、クライヴは自身の作風が現れた圧倒的なメロディを自賛するのだった。
ヴァーノンは、部数の落ちている新聞を立て直すため、編集長として紙面をもっと扇情的にする改革を進めている。ジョージ・レインは、そんな彼に秘策を授ける。それはモリーの遺品ともいえる写真をジュリアンのスキャンダルとして一面記事に掲載することで、ヴァーノンはそれに乗るが、クライヴは大反対し、その倫理性をめぐって2人の親友の対立が深まっていく。
一方で創作の合間に湖水地方を周遊していたクライヴも、倫理的な決断を迫られる。散策中に男女のいさかいを目撃し、女性に暴力がふるわれる瞬間さえ見てしまうのだが、頭のなかに突然わいてきた交響曲のインスピレーションが失われることを恐れた彼はその場を離れてしまう。
ヴァーノンが新聞の起死回生をかけたスキャンダル記事は国民の反感を買って大失敗に終わり、クライヴも以前に目撃した男女のいさかいについて警察の事情聴取を受けたことで、完成間近だった交響曲は締め切りに追われて台無しになってしまう。
お互いを憎しみあうかつての親友たちは、仲直りをよそおって同行したアムステルダムのホテルで、相手の飲み物に毒を持って互いの命を奪いあう。
妻であったモリーの愛人たちが死んだことに気をよくしたジョージ・レインは、あらためて妻の追悼式の手配に心を配りはじめるのだった。

## 評価
この小説は、批評家筋からおおむね高い評価を受けた。ニューヨーク・タイムズのミチコ・カクタニは、この小説を「陰鬱ながら傑作であり、サイコスリラーにみせかけた、倫理をめぐる寓話」と呼んだ。ガーディアンのニコラス・リザードは「どこを切りとっても、イアン・マキューアンはとてつもなく素晴らしい書き手」であると評し「とりつかれたようにページを繰る手を止めることができない、マキューアンの散文の面白さ」を讃えた。ニューヨークタイムズ・ブックレヴューでは、評論家のウィリアム・Ｈ・プリチャードがこの作品を「オイルの馴染んだ機械のよう」といい、「出来事を起こった時間の通りに提示しない（クレイヴの頭に記憶がフラッシュバックしてから、前日に彼がかわした会話が続く）ように、小説内の時間の遷移をマキューアンが楽しんでいることは全体を通じて明らかだ。ウラジーミル・ナボコフは、登場人物がたまにはあなたの支配から逃れられないのかと聞かれて、彼らはガレー船を漕ぐ奴隷であり、常に私の言うがままだと答えた。マキューアンもこの関係性を踏襲していることは間違いない」と評した。

## ブッカー賞
『アムステルダム』は1998年にブッカー賞を受賞した。発表にあたって、イギリスの元外務大臣であり最終選考の座長を務めたダグラス・ハードは、マキューアンの小説が「現代における倫理と文化を問う、冷笑的だが鋭い考察」であると語った。

## 書誌情報
原作
- McEwan, Ian. Amsterdam. New York: Anchor Books, 1999. (ISBN 978-0-385-49424-3)

読書案内
- Roy, Pinaki. "Rereading Ian McEwan's Amsterdam". The Atlantic Literary Review Quarterly13(3), July–September 2012: 27–38. (ISSN 0972-3269; ISBN 978-81-269-1788-4).